# Anna Sofie Bülow
Komtesse Anna Sophia Danneskiold-Laurvig, baronesse Bülow ved ægteskab (født 19. februar 1745 i København, Danmark og død den 03. november 1787 i Altona, Holstein, Tyskland). Anna Sophia Bülow er datter af greve Christian Conrad Danneskiold-Laurvig og grevinde Dorothea Sophie Danneskiold-Laurvig. Anna Sofie Bülow er søster til grevinde Juliane Sophie Holck og halvsøster til Christiane Conradine Quist.
Komtesse Anna Sophia Danneskiold-Laurvig giftede sig med rigsfriherre Friedrich Ludwig Ernst von Bülow den 10. december 1762 i Christiansborg Slotskirke. Baronesse Anna Sofie Bülow fik i alt 5 børn sammen med sin mand, herunder børnene Christian Conrad Bülow; Christian Conrad Bülow; Caroline Mathilde Bülow; Anna Joachime Charlotte Bülow og Friedrich Ernst Bülow.
Det siges, at den unge baronesse Anna Sofie Bülow fortryllede alle med sin skønhed, og ved Christian 7.s hof dannede hun sammen med Amalie Sophie Holstein og Christine Sophie von Gähler dets "tre Gratier".